# 红河哈尼族彝族自治州人民政府
红河哈尼族彝族自治州人民政府，简称红河州政府、红河州人民政府，是中华人民共和国云南省红河州的最高行政机关。

## 沿革
1950年1月，中国人民解放军攻克蒙自县城和机场，随后一路西进占领个旧、建水、石屏等滇南诸县。:64同年初，蒙自区行政督察专员公署在蒙自县成立，后改称云南省人民政府蒙自区专员公署，辖蒙自、屏边、开远、个旧、金平、建水、石屏、曲溪、元江、红河、新民11县及河口市和龙武设治局。1954年1月，红河哈尼族自治区成立，辖金平县、红河县、元阳县及河口市第四区，由蒙自专署代管。自治区人民政府驻元阳县。
1957年7月，蒙自专区和红河哈尼族自治区在蒙自联合召开各民族代表会议，作出两区合并的决议，并选出筹备委员。同年11月，红河哈尼族彝族自治州首届人民代表大会在蒙自召开，通过州人民代表大会和人民委员会组织条例，选举产生红河哈尼族彝族自治州人民委员会。:7311月18日，红河哈尼族彝族自治州正式成立，首府驻蒙自县。:111-112
1958年7月，红河州人民政府迁驻个旧市。
1983年4月，红河州各县市人民代表大会和驻军单位选举产生州人大代表，组成州第五届人民代表大会，选举产生第五届红河州人民政府，取代州革委会。:1112
2003年11月，红河州人民政府驻地由个旧回迁蒙自。

## 政府机构
红河哈尼族彝族自治州政府设置以下机构

### 办事机构
- 红河州政府办公室

### 组成部门
- 红河州发展和改革委员会[註 2]

- 红河州工业和信息化局[註 3]

- 红河州教育体育局
- 红河州科技局[註 4]
- 红河州民族宗教事务委员会

- 红河州公安局

- 红河州民政局

- 红河州司法局

- 红河州财政局[註 5]

- 红河州人力资源和社会保障局

- 红河州自然资源和规划局
- 红河州生态环境局

- 红河州住房和城乡建设局[註 6]

- 红河州交通运输局[註 7]

- 红河州农业农村局[註 8]

- 红河州水利局

- 红河州商务局

- 红河州文化和旅游局
- 红河州卫生健康委员会[註 9]

- 红河州退役军人事务局
- 红河州应急管理局

- 红河州审计局

- 红河州人民政府外事办公室

- 红河州市场监督管理局[註 10]
- 红河州广播电视局

- 红河州能源局
- 红河州林业和草原局
- 红河州统计局
- 红河州乡村振兴局
- 红河州信访局

- 红河州医疗保障局
- 红河州政务服务管理局[註 11]

### 直属事业单位
- 红河州机关事务管理局
- 红河州投资促进局
- 红河哈尼梯田世界文化遗产管理局
- 红河州地震局
- 红河州住房公积金管理中心

### 派出机构
- 红河综合保税区管委会

- 蒙自经济技术开发区管理委员会

## 争议

### 政府大楼被批奢华
红河州政府大楼于2005年5月建成，适逢云南旱灾，红河州也遭遇了“5年以来最严重旱情”，因而备受争议。2011年11月，有新浪微博用户发帖质疑红河州政府大楼为“最气派地市级政府大楼”，随后中共红河州委常委、宣传部长伍皓回复称，州委、人大、政府等五栋建筑，再加上一个千亩市民公园，“含绿化总共才花4亿多（人民币），比预算少花近12亿元”。但这一解释却引发了更多批评。有媒体对最初16亿人民币的高昂预算获批是否经过正当程序提出质疑，认为预算编制和实际支出之间的巨大差距反应了政府同民众间存在认知差异。